# Нур Феттахоглу
Асіє Нур Феттахоглу (тур. Asiye Nur  Fettahoğlu, нар. 12 листопада 1980, Дуйсбург, Німеччина) — турецько-німецька акторка. Найбільш відома за роллю Махідевран Султан в серіалі Величне століття. Роксолана.

## Біографія
Народилася 12 листопада 1980 року в Дуйсбургу, Німеччина. Мати і батько Нур — німецькі турки, сама актриса народилася і провела дитинство в Німеччині. У її великій родині, крім самої Нур, було ще четверо дітей. Коли Нур ще була школяркою, вся сім'я переїхала до Туреччини.
Вона вчилася в ліцеї Бешикташ міста Стамбула, навчалася в університеті Халіча, на факультеті дизайну одягу. Отримавши диплом про вищу освіту, Нур почала працювати в банку, потім її взяли на телевізійний канал «Sky Turk» ведучою передачі про біржові новини.
Незабаром одружилась з Муратом Айсаном, який вирішив спробувати зняти в кіно свою молоду і красиву дружину. Першою роллю молодої актриси стала робота в серіалі «Gonul Sal? Ncag?», що вийшов в 2007 році. Завдяки яскравій і неординарній зовнішності, Нур Айсан відразу помітили і глядачі, і фахівці. Буквально через рік вона отримала роль у наступному серіалі. Актриса ставала все більш популярною.
2008 рік став знаковим для Айсан, серіал «Заборонене кохання» показали за межами Туреччини. Після цього фільму до неї прийшла найбільша популярність. Потім були роботи в «Долині вовків: Палестині», нагородженою безліччю премій. Після цього відбулося знімання в серіалі Величне століття. Роксолана, де вона виконує роль дружини султана на ім'я Махідевран Султан. Ця роль принесла Айсан величезну популярність. Її фотографія з'явилася на обкладинці журналу «Elele». В основі серіалу лежать реальні події, які відбуваються в часи правління Султана Сулеймана Пишного.

## Особисте життя
Перший чоловік акторки - Мурат Айсан. З ним Нур проживала до 2011 року. В 2013 вийшла заміж за бізнесмена Левента Везіроглу. В 2015 розлучилася з ним, однак, в травні 2015 Нур повернулася до Левента. 11 лютого 2016 року народила доньку Елісу Гюзін.

## Фільмографія
| Рік       |   | Українська назва             | Оригінальна назва        | Роль              |
| --------- | - | ---------------------------- | ------------------------ | ----------------- |
| 2024      | с | Дикий                        | Yabani                   | Озге              |
| 2022      | с | В пух і прах                 | Darmaduman               | Беліз Сервет      |
| 2022      | с | -                            | Ayak İşleri              | Бенгі             |
| 2022      | ф | -                            | Benden Ne Olur?          | Харіка Бал        |
| 2021      | с | -                            | Kağıt Ev                 | Айлін Фіртина     |
| 2021      | с | -                            | Hükümsüz                 | Мелек Ендер       |
| 2020      | с | -                            | Babil                    | Еда Сайгун        |
| 2018      | с | Діти сестер                  | Kardeş çocukları         | Умай Карай        |
| 2018      | с | Степ                         | Step                     | Діляра            |
| 2018      | ф | Божевільні                   | Deliler                  | Аладжа            |
| 2017—2018 | с | Права на престол: Абдулхаміт | Paytaht Abdülhamit       | княжна Ефсун      |
| 2017      | с | Фі                           | Fi                       | Біллур            |
| 2015—2016 | с | Великий нишпорка. Філінта    | Filinta                  | Сюрея             |
| 2014—2015 | с | На життєвому шляху           | Hayat Yolunda            | лікар Шафак Гюнай |
| 2011—2014 | с | Величне століття. Роксолана  | Muhtesem Yüzyil          | Махідевран Султан |
| 2011      | ф | Долина вовків: Палестина     | Kurtlar Vadisi: Filistin | Сімона Леві       |
| 2010      | с | Касир                        | Gişe Memuru              | Кадин             |
| 2008—2010 | с | Заборонене кохання (серіал)  | Aşk-ı Memnu              | Пейкер Йореоглу   |
| 2007      | с | Коливання серця              | Gönül Salıncağı          | Айлін Арисой      |
| 2007      | с | Який з мене батько           | Benden Baba Olmaz        | Тюлай Дженк       |